# Monte Cavallino

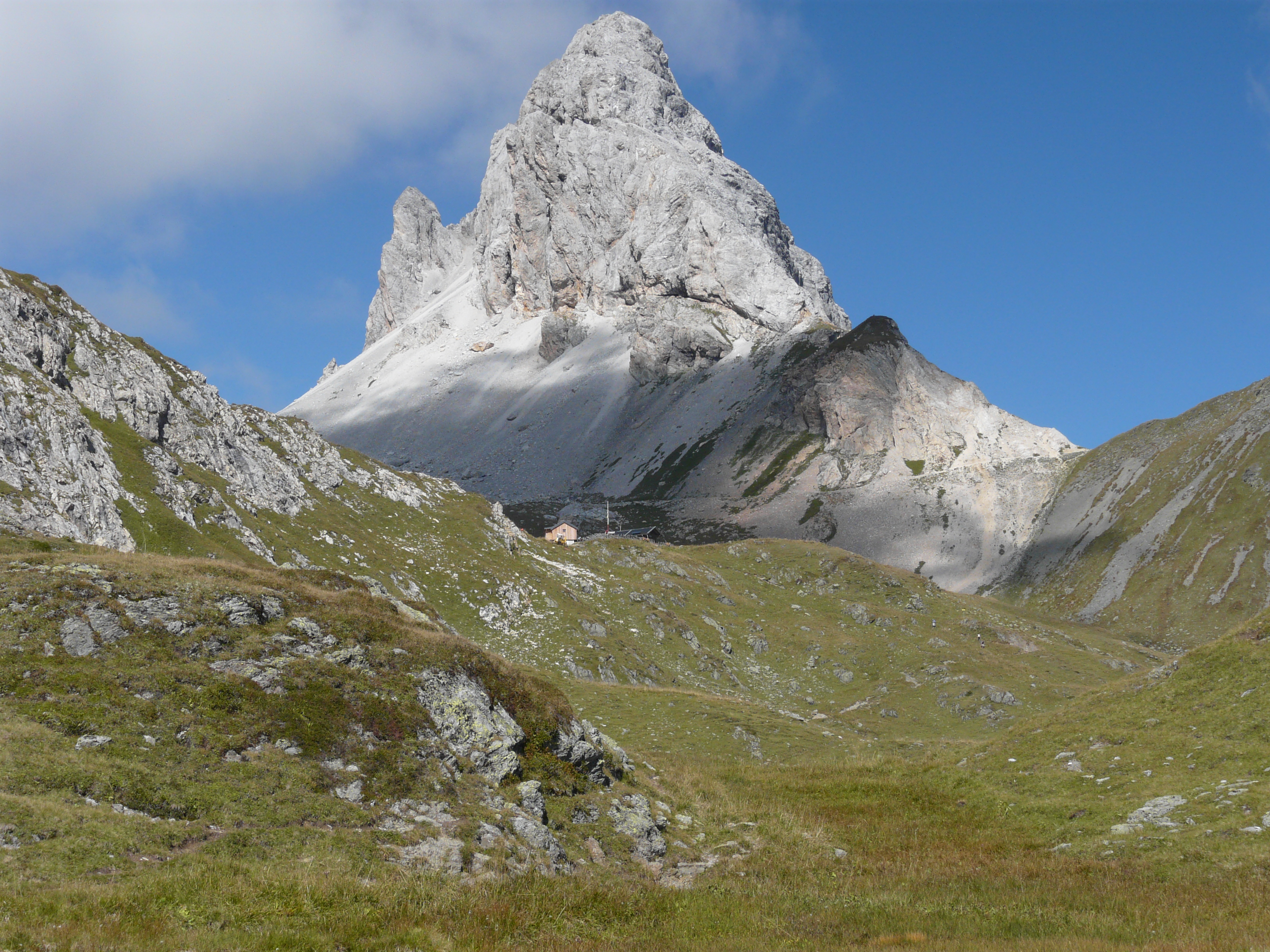
Il monte Cavallino

Il monte Cavallino (2.689 m s.l.m. - Große Kinigat in tedesco) è una montagna delle Alpi Carniche (Dolomiti di Comelico). Si trova nella catena carnica principale lungo il confine tra l'Italia (Comelico in Provincia di Belluno) e l'Austria (Tirolo).
Dal versante italiano si trova sopra l'abitato di Comelico Superiore; da quello austriaco sopra Kartitsch. Sulla vetta del monte vi è posta una grande croce detta Croce d'Europa, mentre su una parete del versante italiano c’è scolpito un cavallo generato da mani ignote nel 1770.